# Samuel Benton

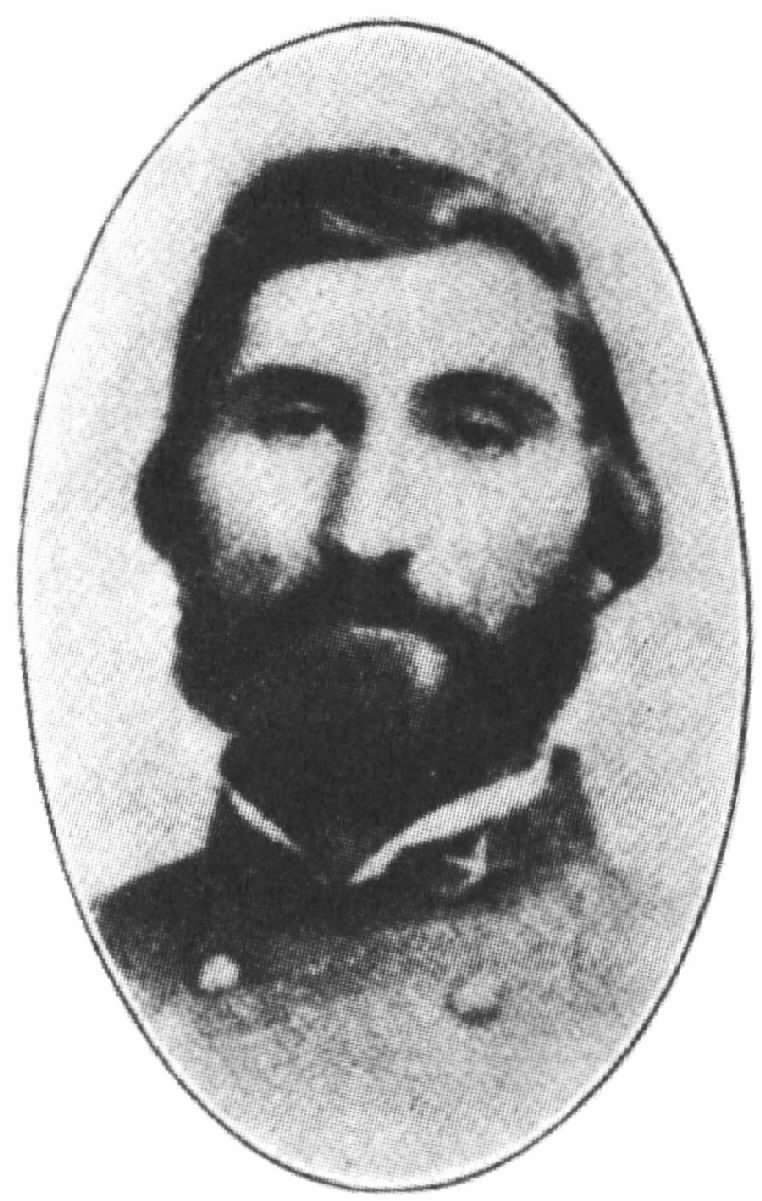
Samuel Benton

Samuel Benton (* 18. Oktober 1820 im Williamson County, Tennessee; † 28. Juli 1864 in Griffin, Georgia) war ein Brigadegeneral der Armee der Konföderierten Staaten von Amerika im Sezessionskrieg.

## Leben
Benton ließ sich in Holly Springs, Mississippi nieder, wo er als Anwalt praktizierte. Später vertrat er Marshall County im Parlament von Mississippi und im Jahr 1861 auf dem Sezessionskongress, in dessen Folge der Staat aus der Union austrat.
Im Bürgerkrieg diente Samuel Benton zuerst als Captain im 9th Mississippi Regiment und wurde Anfang 1862 zum Colonel des 37. (später 34.) Mississippi Infanterieregiments gewählt. Sein Regiment wurde in den Jahren 1862 und 1863 vor allem im Norden Mississippis und der Mitte von Tennessee eingesetzt. Im Atlanta-Feldzug wurde das Regiment dem Kommando von Joseph E. Johnstons Tennessee-Armee unterstellt. Am 22. Juli 1864 wurde Benton während der Schlacht von Atlanta von einer Kartätsche oberhalb des Herzens verwundet. Ein weiterer Treffer in den Fuß machte dessen Amputation notwendig. Von diesen Verwundungen erholte sich Samuel Benton nicht mehr und starb sechs Tage später in einem Krankenhaus in Griffin, Georgia. Die Beförderung zum Brigadegeneral, die ihm am 26. Juli 1864 zuteilwurde, konnte er nicht mehr entgegennehmen.